# Слободна Територија Трста
Слободна Територија Трста (скр. СТТ; итал. Territorio libero di Trieste (TLT), словен. Svobodno tržaško ozemlje (STO), хрв. Slobodni teritorij Trsta (STT)) је била неутрална градска држава која је постојала између 1947. и 1954. на северозападној обали Јадранског мора.
Слободна територија Трста основана је 1947. године, након завршетка рата, како би се решио проблем овог, тада вишеетничког и вишејезичног подручја. Главна намена била је смањивање територијалних својатања овог стратешки врло важног подручја за трговину са централном Европом.

## Географија
Слободна територија Трста састојала се од града Трста, те обалног појаса који се данас налази у Италији (зона А) и једног дијела Истарског полуострва (зона Б), данас подељеног између Словеније и Хрватске. Подручје државе протезало се на 738 km2 око Тршћанског залива од Дуина на северу, до Новиграда на југу. У Слободној територији Трста живело је око 330.000 становника. Реке на овом подручју су: Драгоња (Dragogna), Река (Timavo), Глиншчица (Rosandra) и Мирна (Quieto). Највиша тачка државе била је Велико Градишче (Monte Castellaro) (724 m).
Територија се састојала од 18 општина (од сјевера према југу):
Зона А:
- Дуино (Девин)
- Аурисина (Набрежина)
- Сгоницо (Згоник)
- Монрупино (Репентабор)
- Трст
- Муђа (Миље)
- Сан Дорлиго (Долина)

Зона Б:
- Декани (Villa Decani)
- Копер (Kopar, Capodistria)
- Изола (Isola)
- Пиран (Pirano)
- Марезиге (Maresego)
- Шмарје при Копру
- Умаг (Umago)
- Бује (Buie)
- Бртонигла (Verteneglio)
- Грожњан (Grisignana)
- Новиград (Cittànova)

## Историја
Трст је вековима био део Хабзбуршке монархије, иако су већину становника чинили Италијани. Након Првог светског рата, 1921. године, Италија је службено припојила Трст, Истру, Кварнер и делове данашње западне Словеније. Надаље, 1924. године, Италија је припојила и Слободну Државу Ријеку. Рурално подручје су већином насељавали Словенци и Хрвати, док су Италијани већином живели у Трсту и неким истарским градовима. У 1920-им и 1930-им годинама, словенско становништво је под фашистичким режимом било подвргнуто италијанизацији и дискриминацији. Такође су често били подвргнути насиљу, 13. јула 1920. запаљен је Словенски народни дом у Трсту, као одговор на убиство двојице италијанских морнара, које је убила југословенска жандармерија у побуни у Сплиту. Многи Словенци и Хрвати су емигрирали у Југославију, док су се неки придружили покрету отпора ТИГР (Трст, Истра, Горица и Ријека), који је у 1920-има и 1930-има извео више од 100 терористичких напада у Трсту и његовој околини.
Италија се у Другом светском рату борила на страни сила Осовине. Након пада фашистичког режима 1943. године и италијанске капитулације, Трст су окупирале немачке снаге. 4. армија Југословенске армије, заједно са 9. словеначким корпусом ЈА, заузела је Трст 1. маја 1945. године, чиме су Трст освојиле савезничке снаге. Идући дан немачка војска се предала новозеландској војсци. 12. маја је потписан договор између Југославије и западних Савезника о напуштању територија, што је југословенска војска учинила 12. јуна.
10. фебруара 1947. године, у Паризу је потписан мировни споразум с Италијом (Париски мировни споразум) којим је основана Слободна територија Трста (СТТ). Ова територија је подељена у две зоне. Зона А је била велика 222.5 km2 и у њој је живело 262.406 становника, те је укључивала град Трст. Ова зона је била под управом британских и америчких снага. Зона Б је била велика 515.5 km2 те је укључивала северозападну Истру и Словеначко приморје. У овој зони тада је живело 71.000 становника, а била је под управом Југословенске народне армије. Ова територија никад није de facto функционисала као самостална држава, иако је de iure то био, те је издавала властити новац и поштанске марке.
1954. године, у Лондону, потписан је Споразум о сугласју (или Лондонски споразум) којим је Слободна територија Трста престала да постоји. Зона А је прикључена Италији, а зона Б Југославији. Коначна граница између Италије и Југославије је договорена 1975. године, Осимским споразумима (или Осимским споразумом), који је потписан 10. новембра у италијанском месту Осимо.
Зона А одговара данашњој италијанском округу Трст, а зона Б је подељена између приморске Словеније и Истарске жупаније.

## Становништво
По аустроугарском попису становништва у 1910. године, 230.000 Тршћана су се изјаснили као (на основи језика):
- 51,8% као Италијани,
- 25% као Словенци,
- 5% као Хрвати,
- 1,2% други (Немци, Срби, Грци итд.)
- 16% као странци изван Аустроугарске монархије (од којих су 75% били из Италије)

Током 1940-их, те након поделе земље, велики број Италијана, око 40.000, иселио се из зоне Б у зону А или у Италију. Разлози су било разни: економски разлози, подупирање фашистичког режима, присиљеност на одлазак или жеља за животом у матичној држави. На југословенској страни, исељеници су знани као оптанти (од лат. optare, »жељети, избирати«), а на италијанској као езули (од лат. exilium, „изгон“). Око 30.000 Италијана остало је живети у тадашњој Југославији, те данас представљају италијанску мањину у Словенији и Хрватској.